# Levenstestament

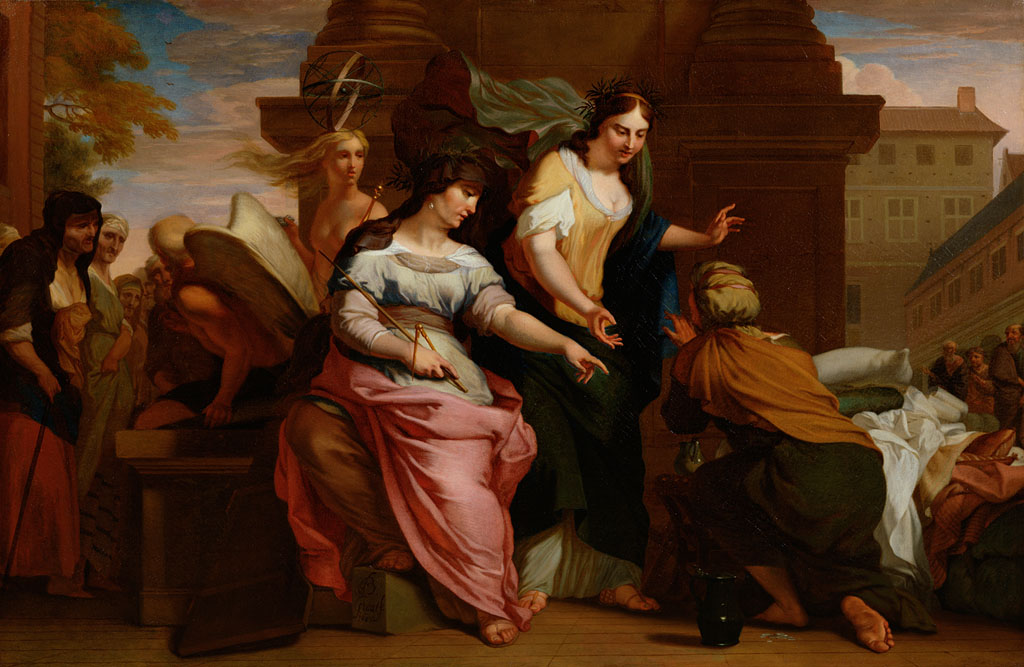
Allegorie op de verzorging in het Oude mannen- en vrouwengasthuis Amsterdam, 1685

Met het begrip levenstestament wordt in Nederland een strikt persoonlijk, herroepbaar document aangeduid waarin iemand vastlegt wat de wensen zijn voor de situatie dat degene bij leven niet meer in staat is bepaalde of alle (rechts-)handelingen te verrichten of bepaalde of alle beslissingen te nemen, zowel privé als zakelijk. Het is geen wettelijk gedefinieerd document en er zijn geen juridische regels, de naam is bedacht binnen het notariaat. In een levenstestament kunnen machtigingen en volmachten worden opgenomen zodat anderen namens betrokkene kunnen handelen en beslissen op het financiële vlak, omtrent medische behandeling en in alledaagse zaken. Ook kunnen persoonlijke richtlijnen worden gegeven voor de manier waarop volmachten mogen worden gebruikt, een eigen bedrijf moet worden geleid, de administratie moet worden gedaan, mantel- of thuiszorg wordt verleend, social-media profielen moeten worden beheerd, de familie met elkaar omgaat bij meningsverschillen etc. Wensen en aanwijzingen voor familie en vrienden kunnen ook worden vastgelegd in een afzonderlijk familiestatuut. 
De rechtsfiguur van de volmacht is ontwikkeld om te worden gebruikt door personen die zelf toezicht kunnen houden en de volmacht kunnen intrekken als de vertegenwoordiging niet naar wens verloopt. De wet is niet toegesneden op de situatie dat een volmachtgever het toezicht niet (volledig) zelf kan uitoefenen, zoals bij in werking treden van een  levenstestament vaak het geval zal zijn. Daarom bevat een juridisch goed opgezet levenstestament een vorm van toezicht over de gevolmachtigden.
Het levenstestament is geen testament, de bepalingen gelden alleen bij leven en er vindt geen overdracht van eigendom plaats. Het notariaat bedacht deze naam zodat mensen zullen gaan denken dat je ervoor naar de notaris moet. Dat is met name voor de medische wensen echter het verkeerde adres, daar is de juiste persoon en deskundige de huisarts.
Nederlandse levenstestamenten en zorgvolmachten gelden niet automatisch in andere landen en omgekeerd. Landen die het Haagse Meerderjarigenbeschermingsverdrag 2000 hebben geratificeerd, waaronder België, Frankrijk, Duitsland, Portugal en Zwitserland, erkennen zulke documenten over en weer. Nederland heeft dit verdrag nog niet geratificeerd, wat problemen kan opleveren als iemand met een levenstestament in het buitenland gaat wonen of daar vermogen heeft en er een beroep gedaan moet worden op afspraken in het levenstestament.
In België wordt het juridisch beter passende begrip zorgvolmacht gebruikt, ook bestaat het begrip levenstestament, maar men spreekt officieel over 'buitengerechtelijke bescherming meerderjarigen'. Wensen kunnen worden vastgelegd in een wilsverklaring en een volmacht.

## Nederland
De bepalingen in een levenstestament gelden bij leven en treden in werking als een situatie zich voordoet die in het document is omschreven of op een ander door de opsteller bepaald moment. Anders dan bij een testament gelden voor het maken van een levenstestament geen bijzondere regels, in het document mag alles worden vastgehouden wat iemand meent dat goed en nodig is om vooraf te regelen. Er kunnen wensen, richtlijnen, geboden en verboden worden opgenomen. De wettelijke regels voor volmacht en vertegenwoordiging zijn van toepassing, of ook van opdracht en lastgeving.
Een levenstestament kan zelf worden geschreven, een onderhandse akte. Banken eisen doorgaans een notariële volmacht om een ander te laten beschikken over een bankrekening.  Voor (ver)koop en levering van een huis bij volmacht, of aanpassen van een hypotheek is ook een notariële akte verplicht, ter bescherming van degene die vertegenwoordigd wordt. Het kan ook om andere redenen zinvol zijn het levenstestament door een notaris in een akte te laten vastleggen. Een notaris heeft de beroepsmatige verplichting er op toe te zien dat de opsteller wilsbekwaam is en dat de wil in vrijheid en onafhankelijk is bepaald. Derden die zouden kunnen beïnvloeden mogen niet assisteren bij het opstellen van bepalingen en mogen niet bij besprekingen aanwezig zijn. Een notaris heeft een beroepsgeheim dat ook in rechtszaken en na overlijden van de belanghebbende geldt. Wat aan een notaris wordt toevertrouwd blijft dus vertrouwelijk.
Aan de andere kant is het niet ongebruikelijk dat de notaris in een levenstestament of testament de rol als bevolmachtigde of executeur op zich wil nemen. In dat geval heeft de notaris bij de advisering tevens een eigenbelang en kan niet objectief adviseren over bijvoorbeeld beloningsregeling en bevoegdheden. Nadeel van dienstverlening door een notaris kan ook zijn dat veel wordt gewerkt met standaard vragenlijsten en modellen die zijn opgesteld door notarissen en geleerden notarieel recht zonder kennis van de praktijk in huishouden, hulpverlening, medische zorg en verpleging.
Een levenstestament dat goed is toegesneden op de omstandigheden en wensen van de belanghebbende en erop is gericht om levenskwaliteit en vermogen van belanghebbende in stand te houden, kan ertoe bijdragen dat financiële uitbuiting door familieleden, vrienden, (mantel-)zorgers of zakelijke dienstverleners wordt voorkomen. Jaarlijks worden daarvan naar schatting 30.000 ouderen het slachtoffer, merendeels vrouwen boven de 80 jaar. Ook kan worden voorkomen dat beschermingsbewind en/of mentorschap bij de kantonrechter aangevraagd moet worden, waar dan geen richtlijnen kunnen worden meegegeven. Bij wettelijke beschermingsmaatregelen verliest betrokkene de bevoegdheid zelfstandig te handelen in juridische zin, bij een eigenhandig opgestelde regeling blijft betrokkene zelf bevoegd te handelen, al naargelang de wensen.
De Koninklijke Notariële Beroepsorganisatie heeft naar analogie van het Centraal Testamentenregister (CTR) het Centraal Levenstestamentenregister (CLTR) ingesteld. Daar kijken medische zorgverleners echter niet in. Wensen op het vlak van de gezondheidszorg en thuiszorg moeten daarom in het medisch dossier van de huisarts worden opgenomen.

### Volmacht
Een levenstestament in zijn eenvoudigste vorm is een algemene volmacht volgens artikel 3:62 Burgerlijk Wetboek. Met de aantekening dat wetgever de rechtsfiguur volmacht schreef voor de situatie dat volmachtgever zelf toezicht kan houden. Wanneer de volmacht in een levenstestament 'zich uitstrekt tot daden van beschikking', kan er niet alleen worden beheerd, maar kunnen er ook vermogensrechtelijke handelingen (zakenrecht, fiscaal recht, familierecht, procesrecht, verbintenissenrecht) door de gemachtigde(n) worden uitgevoerd. Dit zijn vergaande bevoegdheden waarvan een juiste uitvoer in de wet niet zijn geborgd met een extra toezichthouder voor de situatie dat de volmachtgever zelf geen toezicht kan houden. Borgen voor een juiste uitvoer moeten daarom in het levenstestament worden opgenomen. Wanneer meerdere gevolmachtigden worden aangesteld, kunnen zij zelfstandig, gezamenlijk of in volgorde bevoegd zijn.
Met een medische volmacht kunnen belangen van volmachtgever als patiënt worden behartigd, zoals beslissingen over medische behandeling wanneer iemand in coma is geraakt of dement geworden is. In een wilsverklaring kunnen wensen ten aanzien van (niet) reanimatie, palliatieve sedatie of euthanasie worden vastgehouden. Ook kan het zinvol zijn wensen voor de uitvaart hier vast te leggen, of te verwijzen naar een persoonlijk memorandum, omdat een testament vaak pas na de uitvaart kan worden gelezen.

### Opdracht of lastgeving
Een volmacht verplicht een persoon niet tot handelen, dat doet een overeenkomst van opdracht of lastgeving wel. Bij een volmacht hoeft alleen de volmachtgever te ondertekenen, voor een overeenkomst is nodig dat opdrachtgever en opdrachtnemer ondertekenen.

### Behandelend arts
Als een levenstestament is opgesteld bij de notaris met wensen over medische behandeling, is belangrijk dat dit met de huisarts en eventueel andere zorgverleners wordt besproken. Wensen die een patiënt met de huisarts heeft besproken en in het medisch dossier zijn opgenomen hebben voorrang boven wensen in een levenstestament en gaan ook voor op eventuele afwijkende aanwijzingen en mededelingen van een vertegenwoordiger. Het is niet noodzakelijk dat bij verandering van de medische wensen een nieuwe akte bij de notaris moet worden opgesteld als daarover afspraken met de dokter zijn gemaakt. Bij de huisarts zijn er ook niet de kosten die aan het opmaken van een nieuwe notariële akte zijn verbonden.

### Toezicht / verplicht overleg
Er bestaan geen wettelijke regels rondom een levenstestament en er is dus geen algemeen toezicht. Evenmin bestaan er beroeps- of kwaliteitseisen voor de volmachthouder. Beroepsmatig executeurs bieden zich graag aan maar voor hen geldt hetzelfde: geen toezicht, geen kwaliteitseisen, geen gedragsregels. Dat moet dus allemaal in de volmacht of het levenstestament worden geregeld, wat een dringende aanbeveling is van de Koninklijke Notariële Beroepsorganisatie (KNB). In plaats van een zo ruim mogelijk opgestelde volmacht voor één persoon kan het zinvol zijn de volmacht in te perken of een volmacht aan meerdere personen te geven en iemand aan te stellen aan wie volmachthouders periodiek rekening en verantwoording moeten afleggen volgens regels die zijn vastgelegd in het levenstestament. Bij volmacht of levenstestament kan worden bepaald dat de volmacht alleen de bevoegdheid geeft tot handelingen die binnen het tot dan toe gebruikelijke patroon vallen en/of passen in de levensstijl van degene waarvoor de volmacht is afgegeven. Iemand met een volmacht mag deze in de regel niet gebruiken om zichzelf te bevoordelen, dat is verboden door de wettelijke regeling van ‘selbsteintritt’ (art 3:68 BW). De gevolmachtigde moet aantonen dat het de bedoeling en wens van de volmachtgever was dat de gevolmachtigde bepaalde bedragen voor zichzelf mocht opnemen.
De gangbare modellen voor een levenstestament voorzien standaard niet in werkbare controlebepalingen en ook de beloning is niet goed geregeld. Een volmachthouder kan op grond van de bestaande modellen een jaar lang flinke bedragen voor zichzelf opnemen zonder in strijd met het levenstestament te komen en zonder dat er een controlemoment was. Om zaken binnen de familie ruziebestendig te regelen beveelt de KNB aan toezicht, of verplicht overleg, in het levenstestament op te nemen.

### Einde werking
De volmachten en opdrachten in een levenstestament eindigen in het algemeen bij overlijden, er kan echter worden vastgelegd dat deze na overlijden rechtskracht behouden gedurende een bepaalde periode, bijvoorbeeld totdat een bij testament benoemde executeur de werkzaamheden heeft opgenomen.

### Levenstestament als verdienmodel
Binnen het notariaat, de advocatuur, financiële dienstverlening (estate planning) en de executeursbranche bevelen velen zich aan als 'levensexecuteur' of 'executeur' en ook als 'toezichthouder'. Vaak wordt ondersteuning aangeboden bij het opstellen van de documenten en de communicatie met de notaris. Er wordt gewerkt met certificaten als 'register-executeur' 'register-estate-planner' of 'NOVEX-executeur' maar voor het voeren van dergelijke titels bestaan geen wettelijke voorwaarden, er zijn geen opleidingseisen of gedragsregels, er is geen aansprakelijkheidsregeling, verzekeringsplicht of bewijs van goed gedrag nodig. Als er vanuit een beroep gedragsregels bestaan hebben deze wel eens tot gevolg dat iemand een berisping krijgt, slechts in uitzonderlijke gevallen volgt een schorsing en daarmee is de persoon die wordt vertegenwoordigd niet geholpen. Sommigen waarschuwen er voor, dat deze tak van dienstverlening een 'booming business' is.